# Saijo Kyoya
Saijo Kyoya (sinh ngày 8 tháng 7 năm 2001) là một cầu thủ bóng đá người Nhật Bản.

## Sự nghiệp câu lạc bộ
Saijo Kyoya hiện đang chơi cho Oita Trinita.